# Bosperceel

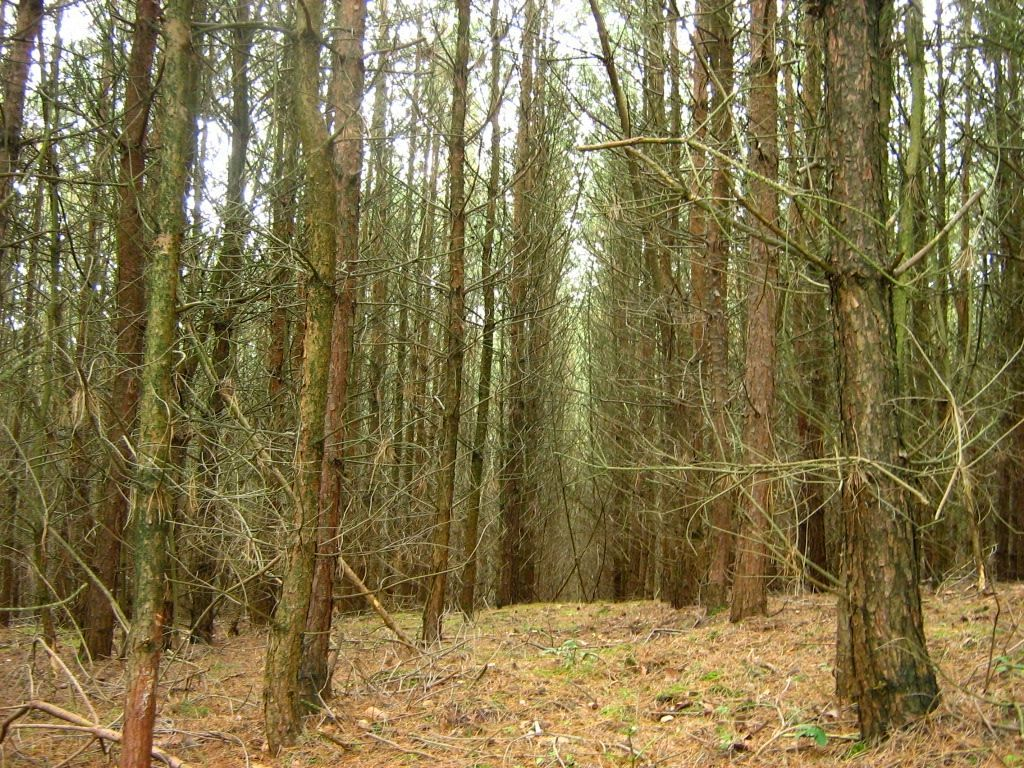
Een bosperceel in Duitsland

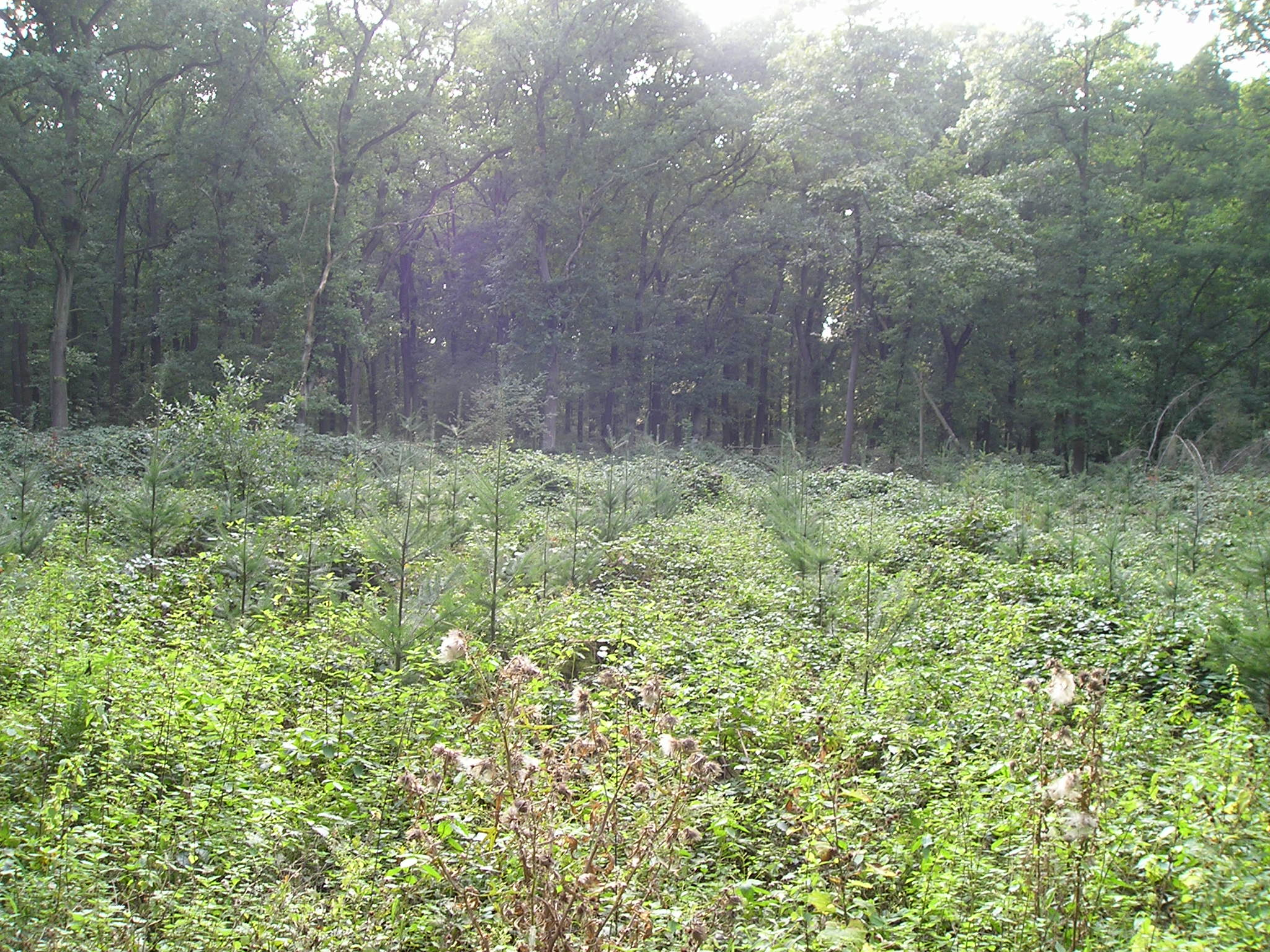
Een bosperceel met een open plek

Een bosperceel is een perceel dat in het bestemmingsplan aangeduid is als plaats voor bosbouw of natuur. Het eigendomsrecht kan liggen bij de overheidsinstanties zoals Staatsbosbeheer, Dienst Domeinen, Defensie en gemeenten, natuurbeschermingsorganisaties, beleggingsinstanties of particulieren. 

## Subsidie
Sinds 1946 bestaan er subsidieregelingen voor particuliere eigenaren van bos en natuur, zowel voor herbebossing, beheer als openstelling. Subsidies worden verstrekt door het ministerie van Landbouw, Natuur en Voedselkwaliteit.

## Kosten
De prijs van bos- en natuurgrond loopt uiteen, van minder dan € 1,00 tot enkele euro's per vierkante meter. Dit is onder meer afhankelijk van de grootte van het perceel, de ligging en het sortiment en stamtal van de houtopstand. Soms wordt grond voor een forse prijs verkocht ter speculatie. Het is echter zeldzaam dat natuurgrond bebouwd mag worden. Natuurgrond is belastingtechnisch wel interessant, doordat er geen vermogensbelasting en overdrachtsbelasting van toepassing is. Valt de grond onder de Natuurschoonwet 1928, dan zijn er nog veel meer fiscale voordelen.

## Wetgeving
Bossen zijn in Nederland goed beschermd. Zo heeft men onder andere te maken met de Boswet, de Flora- en faunawet en bestemmingsplannen. Kamperen is niet zonder meer toegestaan. In tegenstelling tot de regelgeving in Duitsland heeft de particuliere eigenaar in Nederland wel de vrijheid om het stuk grond al dan niet open te stellen voor dagrecreatie.